# Pseudomiza annulata
Pseudomiza annulata là một loài bướm đêm trong họ Geometridae.